# Nothura
Nothura is een geslacht uit de vogelfamilie Tinamoes dat bestaat uit 4 soorten.

## Soorten
- Nothura boraquira  – Witbuiknothura
- Nothura darwinii  – Darwins nothura
- Nothura maculosa  – Gevlekte nothura
  - Nothura maculosa chacoensis – Chaconothura
- Nothura minor  – Kleine nothura